# A Cidade nos Países Subdesenvolvidos
A Cidade nos Países Subdesenvolvidos é um livro escrito pelo geógrafo brasileiro Milton Santos e publicado no ano de 1965 pela editora Civilização Brasileira no Rio de Janeiro.
No livro, Milton Santos, com base em suas experiências na América Latina e na África, busca entender as características do fenômeno urbano em países subdesenvolvidos em seu livro "O Espaço Dividido". Dividido em seis partes, o autor explora a urbanização na América Latina, incluindo uma análise de Brasília como tentativa de solucionar o subdesenvolvimento, e examina a demografia e estrutura social das cidades da África Ocidental e do Norte.

## Prêmios
Essa obra, particularmente não recebeu nenhum prêmio. Entretanto, ela tem importância fundamental no entendimento do campo da urbanização para o contexto do subdesenvolvimento. Além disso, Milton contribuiu de maneira significativa à Geografia e à Ciências Humanas.